# Jovan Simić Bobovac
Jovan Simić Bobovac (Bobova, 1775 — Bobova, 26. jul 1832) je bio srpski knez, vojskovođa i političar, učesnik u prvom i drugom srpskom ustanku.

## Biografija i poreklo
Rođen je 1775. g., u selu Bobovi, u "zaseoku Simića". Bratstvo Simića se doselilo u valjevsku Podgorinu, negde početkom 18. veka iz Polimlja (Stefanije Simić). Na putu prema Ugarskoj, sa ostalim izbeglicama iz stare Hercegovine i Crne Gore, zaustavili su se u valjevskoj Podgorini, u podnožju planine Medvednik (verovatno jer su neprohodna bespuća Podgorine pružala odličnu sigurnost od Turaka). Brdo pod kojim se i dan danas nalazi zaselak Simića, naziva se "Simića vis".

## Bobovčeve funkcije i dužnosti
Poznato je da je bio buljukbaša (vojni zapovednik) kod čuvenog оbor-kneza ispod Medvednika, Ilije Birčanina. Nakon seče kneževa, za novog obor-kneza postavljen je Milić Kedić, takođe iz susednog sela Suvodanje, kao i Birčanin.
Jovan Simić Bobovac je ostao buljukbaša i kod novog kneza, da bi posle njegove pogibije 1809. godine, bio imenovan za kneza podgorske knežine u ustaničkoj Srbiji. Po njemu, kneževina se zvala 'Bobovčeva knežina',.

## Među prvim sudijama oslobođene Srbije
6-og oktobra 1823. g. (Akt br. 1932) knez Miloš imenuje Jovana Simića Bobovca za Predsednika Narodnog suda u Kragujevcu, a potom predsednika Beogradskog narodnog suda (nakon kneza Milosava Zdravkovića) na kojoj funkciji ostaje sve do 1828. g., kada je radi sprečavanja upada bosanskih Turaka u Mačvu i nakon toga u Podrinju postavljen za komandanta srpske vojske na Drini.

## Bobovac i iseljavanje turskog stanovništva izPodrinjapo osnovu Hatišerifa od 1830
Nakon oslobođenja Srbije koje je 1830. g, krunisano prvim Hatišerifom, akcenat na naseljavanju Podrinja srpskim življem postaje prioritet Knezu Milošu. Ali, usled sve brojnijih i žešćih sukoba muslimanskog stanovništva sa doseljenicima iz dinarskih krajeva, posebno iz crnogorskog Grahova,, Miloš Veliki upućuje kneza Bobovca iz Beograda u Azbukovicu kako bi u saradnji sa Jevremom Obrenovićem i Petrom Vasićem nadzirao i ubrzavao preseljenje muslimana koji nisu prihvatili odredbe hatišerifa a u kojima je nedvosmisleno naređeno obavezno iseljavanje Turaka iz Srbije, izuzev onih, koji su bili registrovani na područjima garnizonskih mesta. Ovoj odluci Porte, su se posebno odupirali Turci u sokolskim selima pored Drine i oko Soko grada. Jovan Simić je sa gore pomenutim glavešinama započeo svoju misiju krajem februara 1830. g. Već u aprilu se sukobio sa Turcima koje je Husein-paša iz Beograda "buruntijom", (turski: "zapoved", "pismeno", "ukaz" i sl.) pozvao da se svi redom vrate na svoja bivša imanja i nastave da ih obrađuju kao pre iseljavanja. Do avgusta t.g., Turci su se masovno vraćali u sokolsku nahiju da bi se do januara 1831. g. praktično svi vratili. Bobovac se tokom tog perioda više puta sukobio sa Turcima koji su o tome pisali knezu Milošu 9/21. marta 1831. g. preteći da "neće(mo) izići dok ne bude leševa". I pored kompleksne situacije na terenu, Bobovac će uspeti da sprovede Milošev zadatak u delo tokom 1831. g. ali po cenu ozbiljnog sukoba sa pojedinim turskim glavešinama koji će po svemu sudeći imati tragične posledice po njega i njegov život nekoliko meseci kasnije.

## Kraj života
Iako je knez Bobovac, po kazivanjima njegovih savremenika bio izrazito "veliki prijatelj Knezu Milošu" pred kraj života je podržavao ustavobranitelje u njihovoj želji da ograniče Milošev apsolutizam. Po svemu sudeći, Bobovac pada u nemilost kod velikog knjaza. No, ta činjenica nije ni do danas razjasnila tačan uzrok njegove iznenadne smrti koja je nastupila 14/26. jula 1832. g. Naime, nakon napada iz zasede od strane, do danas neidentifikovane grupe ljudi, a koji su vrlo verovatno mogli biti i Turci iz sokolske nahije željni osvete usled Bobovčeve uloge u njihovom preseljenju u Bosnu, Bobovac umire od posledica ranjavanja, i to, u pedeset sedmoj godini života.
Sahranjen je uz Kameničku crkvu, čiji je bio ktitor, u susednom selu Kamenica 15/27. jula 1832. g..
U selima ispod Medvednika i dan danas postoji priča o crkvi koju je sagradio knez Jovan Simić Bobovac, ali koju su Turci zapalili po slomu ustanka, nakon što je narod otišao u zbeg u planinu. Pominje se i u Memoarima prote Mateje Nenadovića a sačuvane su i njegove prepiske sa knezom Milošem Obrenovićem, u Arhivu Srbije
Danas u zaseoku Simića u selu Bobova postoji 5 domaćinstava. Potomci kneza Jovana Simića Bobovca mahom su naseljeni u Bobovi (porodica Radisav Simić), Valjevu i Beogradu (porodice Desanka Maksimović i Vasilije M.Simić).

## Bibliografija
- Miličević, Milan Đ. "Pomenik znamenitih Srba", str. 37 i 38 (1887) i "Kneževina Srbija", I, Beograd (1876), str. 525;
- Ministarstvo Finansija Kraljevine Srbije, "Ustanove i Finansije obnovljene Srbije do 1842", Tom 2, str. 402, 408, 562, 582-589, (1899);
- Stojančević, Vladimir "Istorija srpskog naroda", V, SKZ, Beograd (1981), str. 24 i 49;
- Jevtić, Milan M. "Podrinje u srpskoj revoluciji", Godišnjak Istorijskog Arhiva VIII, Šabac, (1970), str. 330;
- Perović, Radoslav "Prvi srpski ustanak: Akta i pisma na srpskom jeziku", Beograd, Narodna knjiga (1977), str. 162;
- Arhiv Srbije, Beograd, Fond: "Kneževa kancelarija", (1831), br. 329-330;
- Grupa autora in "Azbukovica, zemlja, ljudi i život", Samoupravna interesna zajednica kulture opštine, Ljubovija, (1985), str. 119 i 383.

## Spoljašnje veze
- Konak kneza Jovice Simića Bobovca, Valjevo